# Nausen
Nausen ist ein Ortsteil der Gemeinde Karwitz in der Samtgemeinde Elbtalaue im Landkreis Lüchow-Dannenberg in Niedersachsen.

## Geographie
Der Ort grenzt nordwestlich an Karwitz dem Sitz der Gemeinde liegt nördlich der Bundesstraße 191.

## Geschichte
Für das Jahr 1848 wird angegeben, dass Nausen sieben Wohngebäude hatte, in denen 73 Einwohner lebten. Zu der Zeit war der Ort nach Hitzacker eingepfarrt, die Schule befand sich in Lenzen.
Am 1. Dezember 1910 hatte Nausen im Kreis Dannenberg 85 Einwohner. Am 1. Juli 1972 wurde Nausen in die Gemeinde Karwitz eingemeindet.